# Hillsborough (Nuevo Brunswick)
Hillsborough es una parroquia canadiense situada en la provincia de Nuevo Brunswick.

## Superficie
Hillsborough tiene una superficie de 304,03 km².

## Demografía
En 2021, tenía 1397 habitantes, una densidad poblacional de 4,6 hab./km², y 656 viviendas.